# Thomas Jefferson Majors
Thomas Jefferson Majors (* 25. Juni 1841 in Libertyville, Jefferson County, Iowa; † 11. Juli 1932 in Peru, Nebraska) war ein US-amerikanischer Politiker. Zwischen 1878 und 1879 vertrat er den Bundesstaat Nebraska im US-Repräsentantenhaus.

## Werdegang
Thomas Majors besuchte die öffentlichen Schulen seiner Heimat und danach die Nebraska State Normal School. Im Jahr 1860 zog er nach Peru in Nebraska, wo er im Handel tätig wurde. Während des Bürgerkrieges stieg er in der Armee der Union vom Leutnant bis zum Oberstleutnant auf. Insgesamt war er zwischen Juni 1861 und Juni 1866 in der Armee.
Majors gehörte der Republikanischen Partei an. Im Jahr 1866 wurde er Mitglied im letzten territorialen Regierungsrat und zwischen 1867 und 1869 gehörte er der ersten Legislative von Nebraska an. Von 1869 bis 1872 arbeitete er für die Bundesfinanzverwaltung im Distrikt von Nebraska.
Im Jahr 1876 wurde er als zweiter Abgeordneter neben Frank Welch in das US-Repräsentantenhaus gewählt. Zu diesem Zeitpunkt hatte Nebraska aber nur einen Sitz im Kongress; daher wurde er in Washington nicht akzeptiert. Nach Welchs Tod gewann Majors die fälligen Nachwahlen und konnte am 5. November 1878 in das Repräsentantenhaus einziehen. Dort beendete er bis zum 3. März 1879 die angebrochene Legislaturperiode. Bei den Wahlen des Jahres 1878 wiederholte sich aus Majors’ Sicht die Geschichte von 1876: Er wurde erneut als zweiter Kandidat neben Edward K. Valentine in das Repräsentantenhaus gewählt und dort mit derselben Begründung abermals nicht zugelassen. 
Später wurde Majors Direktor der Citizens Bank in Peru. Zwischen 1890 und 1894 war er Vizegouverneur von Nebraska. Im Jahr 1894 bewarb er sich erfolglos um das Amt des Gouverneurs in seinem Heimatstaat. Er wurde aber Mitglied und Präsident des Bildungsausschusses von Nebraska.
Thomas Majors starb am 11. Juli 1932 in Peru im Alter von 91 Jahren.